# Stollen (Tunnelbau)
Als Stollen bezeichnet man im Tunnelbau begehbare unterirdische Gänge, die entweder waagerecht oder leicht geneigt sind. Der Begriff Stollen wird abgeleitet von dem althochdeutschen Wort stollo, was so viel wie Stütze oder Pfeiler bedeutet.

## Grundlagen
Der Stollen- und Tunnelbau wurde in seinen Anfängen vom Bergbau abgeleitet, später hat sich eine eigene technische Wissenschaft gebildet. Beim Tunnelbau werden zur Erstellung des eigentlichen Tunnels auch weitere unterirdische Hohlräume erstellt. Diese können als Hilfsbauwerk für den Tunnel fungieren. Ihre Aufgaben sind dabei recht unterschiedlich. Es gibt Stollen, die der Erkundung des Baugrundes dienen, andere Stollen werden benötigt, um seitliche Zugänge zur geplanten Tunnelstrecke zu schaffen und so die Möglichkeit eines Zwischenangriffes zu haben. Wiederum andere Stollen dienen zur Bewetterung des Tunnels während der Bauphase. Erstellt werden die jeweiligen Stollen mittels unterschiedlicher Tunnelbauverfahren und Methoden. Stollen haben in der Regel nur eine Öffnung zur Tagesoberfläche. Stollen haben, im Vergleich zum Tunnel, einen kleineren Querschnitt. Dieser liegt, je nach Verwendungszweck, zwischen vier und 30 Quadratmetern.

## Verschiedene Stollen
Je nach Verwendungszweck gibt es unterschiedlich bezeichnete Stollen. Es gibt Richtstollen, Zugangsstollen, Schrägstollen, Verbindungsstollen und Belüftungsstollen.

### Richtstollen
Richtstollen, auch als Pilotstollen bezeichnet, werden zur Erkundung der tiefer liegenden Bereiche genutzt. Sie dienen der Untersuchung der geologischen Verhältnisse, der Wasserführung und der Standfestigkeit des Gebirges. Über Richtstollen lassen sich felsmechanische Untersuchungen durchführen. Über ihn erhält der Tunnelbauer Erkenntnisse über die Verformung und Spannungsumlagerung im Gebirge. Außerdem lässt sich das Gebirge über einen Richtstollen entwässern. Kommt es bei der Auffahrung des Tunnels auf dem letzten Streckenabschnitt zu Querabweichungen, so können diese mittels eines Richtstollens korrigiert werden. Richtstollen können im Firstbereich des Tunnels erstellt werden, dann bezeichnet man sie als Firststollen. Werden Richtstollen im Sohlenbereich des Tunnels erstellt bezeichnet man sie als Sohlstollen. Der Sohlstollen ist dabei der bevorzugte und vorteilhaftere Stollen, da bei dieser Bauweise die Gleise für das Baumaterial mitverlegt werden können. Außerdem lassen sich so die Ausbruchsmassen leichter in die Förderwagen verladen und abfördern. Richtstollen, die im seitlichen unteren Bereich des Tunnelquerschnittes angelegt werden, nennt der Tunnelbauer Seitenstollen. Richtstollen die im seitlichen oberen Bereich angelegt werden, bezeichnet man als Kämpferstollen.
Richtstollen sollten einen Mindestquerschnitt von vier Quadratmetern haben. Bei dieser Größe kann ein Tunnelbauer noch bequem aufrecht gehen. Bei standfestem Gebirge können Richtstollen auch mit einem Querschnitt von neun Quadratmetern erstellt werden. Es gibt die Möglichkeit, ein oder zwei Richtstollen für einen Tunnel aufzufahren. In der Regel beginnt der Tunnelbauer jedoch mit zwei Richtstollen. Diese werden von den Tunnelenden aus aufgefahren. Der Richtstollen wird so aufgefahren, dass er dem Tunnel um etwa 200 Meter vorauseilt. Dadurch kommt es zu keiner gegenseitigen Behinderung der einzelnen Baukolonnen. Außerdem kann man dadurch wesentlich besser auf etwaige Schwierigkeiten, die aufgrund der Gebirgsbeschaffenheit entstehen, reagieren.

### Sonstige Stollen
Zugangsstollen, auch als Fensterstollen bezeichnet, sind Stollen, die während der gesamten Tunnelerstellung dem Zugang von Personen dienen. Außerdem dienen sie zur Versorgung des Tunnels mit Geräten und Material. Als Schrägstollen bezeichnet der Tunnelbauer Stollen, die eine Neigung von größer 10 Grad bis maximal 45 Grad haben. Belüftungsstollen dienen der Luftzufuhr im Tunnel. Sie werden parallel zum eigentlichen Tunnel aufgefahren. Werden Versuchsstollen außerhalb des Tunnelquerschnittes aufgefahren und dienen diese nur zur Erkundung, so kann man sie auch als Belüftungsstollen und zur Ableitung des Stollenwassers nutzen. Belüftungsstollen können auch als Servicetunnel dienen.

## Erstellung
Die Erstellung eines Stollens erfolgt auf unterschiedliche Art und Weise. Kleinere Stollen mit einem Querschnitt von bis zu neun Quadratmetern werden ohne besondere Hilfsmittel erstellt. Diese Stollen werden je nach Umgebungsgestein bergmännisch aufgefahren. Stollen mit größerem Querschnitt werden mit den unterschiedlichen Tunnelbaumethoden erstellt. Bei diesen Stollen kommen Hilfsmittel wie Bohrwagen und Gerüste zum Einsatz. Die Neigung des Stollens liegt in der Regel unter zehn Grad. Als Ausbaumaterial kommen Tübbinge, Gebirgsanker und Spritzbeton zum Einsatz. Die Stärke der Wandung richtet sich dabei nach dem Verwendungszweck des Stollens. Bei Stollen, die längerfristig standhaft erhalten bleiben müssen, muss der Tunnelbauer bei der Erstellung des Stollens darauf achten, dass dieser entsprechend ausgeführt wird.